# Kubanische Fußballnationalmannschaft/Weltmeisterschaften
Der Artikel beinhaltet eine ausführliche Darstellung der kubanischen Fußballnationalmannschaft bei Fußball-Weltmeisterschaften. Kuba nahm bisher erst einmal an einer Weltmeisterschafts-Endrunde teil und ist die erste Mannschaft von vier Mannschaften aus der Karibik, die an der WM teilnahm. In der ewigen Tabelle liegt Kuba als beste karibische Mannschaft auf Platz 57. Kuba konnte sich aber auf sportlichem Weg noch nie für ein WM-Turnier qualifizieren. Die einzige Teilnahme 1938 war möglich, da Kuba letztlich der einzige verbliebene Bewerber aus Nord- und Mittelamerika war.

## Überblick
| Jahr | Gastgeberland       | Teilnahme bis …                    | Letzte(r) Gegner | Ergebnis | Trainer    | Bemerkungen und Besonderheiten |
| ---- | ------------------- | ---------------------------------- | ---------------- | -------- | ---------- | --- |
| 1930 | Uruguay             | nicht teilgenommen                 |                  |          |            | Kein FIFA-Mitglied |
| 1934 | Italien             | nicht qualifiziert                 |                  |          |            | In der Qualifikation in der 2. Runde an Mexiko gescheitert. |
| 1938 | Frankreich          | Viertelfinale                      | Schweden         | 8.       | José Tapia | Das 0:8 gegen Schweden ist Kubas höchste Länderspielniederlage. |
| 1950 | Brasilien           | nicht qualifiziert                 |                  |          |            | In der Qualifikation an Mexiko und den USA gescheitert. |
| 1954 | Schweiz             | Anmeldung durch die FIFA abgelehnt |                  |          |            | |
| 1958 | Schweden            | nicht teilgenommen                 |                  |          |            | |
| 1962 | Chile               | nicht teilgenommen                 |                  |          |            | |
| 1966 | England             | nicht qualifiziert                 |                  |          |            | In der Qualifikation in der Vorrunde an Jamaika gescheitert, das sich auch nicht qualifizieren konnte. |
| 1970 | Mexiko              | Anmeldung durch die FIFA abgelehnt |                  |          |            | |
| 1974 | Deutschland         | nicht teilgenommen                 |                  |          |            | |
| 1978 | Argentinien         | nicht qualifiziert                 |                  |          |            | In der Qualifikation in der 2. Runde der Karibik-Zone an Haiti gescheitert, das sich auch nicht qualifizieren konnte. |
| 1982 | Spanien             | nicht qualifiziert                 |                  |          |            | In der Qualifikation im Finalturnier an Honduras und El Salvador gescheitert. |
| 1986 | Mexiko              | nicht teilgenommen                 |                  |          |            | |
| 1990 | Italien             | nicht qualifiziert                 |                  |          |            | In der Qualifikation in der Vorausscheidungsrunde an Guatemala gescheitert, das sich auch nicht qualifizieren konnte. |
| 1994 | USA                 | zurückgezogen                      |                  |          |            | Kuba zog nach der Auslosung zurück, so kam der Gegner St. Vincent und die Grenadinen kampflos eine Runde weiter, schied aber in der nächsten Runde aus. |
| 1998 | Frankreich          | nicht qualifiziert                 |                  |          |            | In der Qualifikation in der Halbfinalrunde an Kanada und El Salvador gescheitert, die sich auch nicht qualifizieren konnten. |
| 2002 | Südkorea/Japan      | nicht qualifiziert                 |                  |          |            | In der Qualifikation in der Karibikzone 1 im Finale im Elfmeterschießen an Barbados gescheitert, das sich auch nicht qualifizieren konnte. |
| 2006 | Deutschland         | nicht qualifiziert                 |                  |          |            | In der Qualifikation in der 2. Runde nach 2 Remis auf Grund der auswärts weniger erzielten Tore an Costa Rica gescheitert. |
| 2010 | Südafrika           | nicht qualifiziert                 |                  |          |            | In der Qualifikation in der 3. Runde an den USA und Trinidad und Tobago gescheitert, von denen sich nur die USA qualifizieren konnte. |
| 2014 | Brasilien           | nicht qualifiziert                 |                  |          |            | In der Qualifikation in der 3. Runde an Panama, Honduras und Kanada gescheitert. |
| 2018 | Russland            | nicht qualifiziert                 |                  |          |            | In der Qualifikation scheiterte die Mannschaft in der zweiten Runde an Curaçao. |
| 2022 | Katar               | nicht qualifiziert                 |                  |          |            | In der Qualifikation traf die Mannschaft in der ersten Runde auf die Britischen Jungferninseln, Curaçao, Guatemala und St. Vincent und die Grenadinen. Nach einem Sieg und zwei Niederlagen hatte die Mannschaft schon vor dem letzten Spiel, das gewonnen wurde, keine Chance mehr, sich für die zweite Runde zu qualifizieren. |
| 2026 | Kanada, Mexiko, USA | nicht qualifiziert                 |                  |          |            | In der Qualifikation traf die Mannschaft in der zweiten Runde auf Honduras, Bermuda, die Cayman Islands und Antigua und Barbuda. Mit einem sportlichen Sieg und einem am Grünen Tisch sowie zwei Niederlagen konnten sich die Kubaner nicht für die dritte Runde qualifizieren.                                                  |

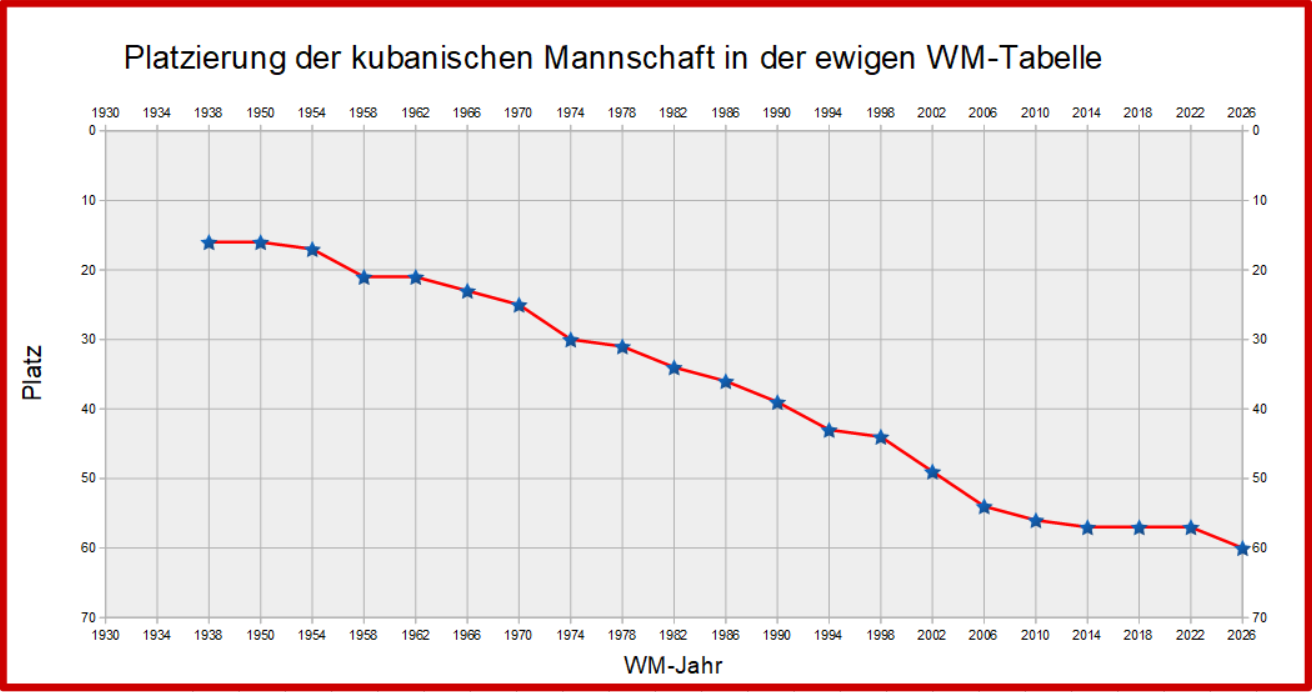
Platzierung der kubanischen Mannschaft in der ewigen WM-Tabelle

Statistik (Angaben inkl. 2026: 23 Weltmeisterschaften; Prozentangaben sind gerundet)
- Sportliche Qualifikation: 0× (0 %)
- Teilnahmeverzicht/zurückgezogen: 6× (26,1 %; 1930, 1958, 1962, 1974, 1986 und 1994)
- Nicht zugelassen: 2× (8,7 %; 1954 und 1970)
- Nicht qualifiziert: 14× (60,1 %; 1934, 1950, 1966, 1978, 1982, 1990, 1998, 2002, 2006, 2010, 2014, 2018, 2022 und 2026)
- Teilnahme ohne Qualifikation: 1× (4,3 %; 1938)
  - Viertelfinale: 1× (4,3 %; 1938)

### Weltmeisterschaft 1930 in Uruguay
Die Asociación de Fútbol de Cuba war zwar bereits 1824 gegründet worden, wurde aber erst 1932 in die FIFA aufgenommen. Daher konnte Kuba an der ersten WM nicht teilnehmen.

### Weltmeisterschaft 1934 in Italien
Während für 1930 noch keine Qualifikationsspiele notwendig waren und die FIFA überhaupt froh war, dass sich 13 Teilnehmer fanden, mussten sich vier Jahre später alle teilnehmenden Mannschaften qualifizieren. Kuba traf dabei im ersten seiner WM-Qualifikationsspiele am 28. Januar 1934 in Port-au-Prince auf Haiti und gewann mit 3:1. Vier Tage später folgte am gleichen Ort ein 1:1 und nochmals drei Tage später ebenda ein 6:1. Damit war Kuba für die zweite Runde qualifiziert und traf dabei in Mexiko-Stadt auf Mexiko. In wieder drei Spielen innerhalb von 14 Tagen wurde dreimal verloren: 2:3, 0:5 und 1:4. Kuba war damit ausgeschieden und die Mexikaner reisten in der Annahme nach Italien, dass sie für die WM qualifiziert seien. Da aber auch die USA ihre Mannschaft angemeldet hatten – wenn auch zu spät – und nach Italien gereist waren, wurde kurzfristig ein Qualifikationsspiel zwischen beiden in Rom angesetzt, das die USA mit 4:2 gewannen. Für Mexiko war damit die WM beendet, noch bevor sie richtig begonnen hatte, aber auch die USA mussten kurz danach wieder abreisen, denn im ersten Spiel gegen Gastgeber Italien gingen sie mit 1:7 unter.

### Weltmeisterschaft 1938 in Frankreich
Vier Jahre später hatten sich sieben Mannschaften aus Nord-, Mittel- und Südamerika um einen Startplatz beworben. Kuba sollte gegen die USA antreten, die aber ebenso verzichtete wie die anderen fünf Mannschaften. So war Kuba ohne Qualifikationsspiel für die Endrunde qualifiziert.
In Frankreich trafen die Kubaner in ihrem ersten WM-Spiel auf Rumänien und erkämpften ein 3:3 nach Verlängerung, wobei Héctor Socorro das erste WM-Tor für Kuba erzielte. Da es noch kein Elfmeterschießen gab, wurde ein Wiederholungsspiel vier Tage später angesetzt. Dieses gewann Kuba mit 2:1 und zog damit ins Viertelfinale ein. Dort trafen die Kubaner auf Schweden, dass aufgrund des Anschluss Österreichs an das Deutsche Reich kampflos das Viertelfinale erreicht hatte. Mit 0:8 gerieten die Kubaner unter die Räder, wobei Gustav Wetterström ein „lupenreiner“ Hattrick gelang. Kuba hatte nach dem Wiederholungsspiel gegen Rumänien nur zwei Tage Pause und musste von Toulouse nach Antibes reisen. Das 0:8 ist bis heute eine der beiden höchsten Niederlagen der Kubaner. Schweden scheiterte anschließend im Halbfinale an Ungarn und verlor auch das Spiel um Platz 3 gegen Brasilien. Kuba konnte sich danach nie wieder für eine WM-Endrunde qualifizieren.

### Weltmeisterschaft 1950 in Brasilien
Für die Qualifikation zur ersten WM nach dem Zweiten Weltkrieg hatte Kuba je zwei Spiele gegen Mexiko und die USA und zu bestreiten, die alle in Mexiko-Stadt stattfanden. Kuba erreichte nur ein 1:1 gegen die USA und verlor die drei anderen Spiele. Mexiko nutzte den Heim- und Höhenvorteil und gewann alle vier Spiele und konnte zur WM reisen.

### Weltmeisterschaft 1954 in der Schweiz
Für die Qualifikation zur WM in der Schweiz hatte Kuba sich zu spät angemeldet und wurde daher wie mehrere andere Verbände nicht zugelassen.

### Weltmeisterschaft 1958 in Schweden
Für die Qualifikation für die WM in Schweden hatte sich Kuba nicht angemeldet.

### Weltmeisterschaft 1962 in Chile
Auch für die WM in Chile hatte Kuba nicht gemeldet.

### Weltmeisterschaft 1966 in England
Für die WM in England hatten sich bereits neun Mannschaften aus Mittel- und Nordamerika angemeldet, darunter auch wieder Kuba. In der 1. Qualifikations-Runde musste Kuba zunächst in Kingston gegen Jamaika und die Niederländischen Antillen und eine Woche später in Havanna nochmals gegen beide antreten. Kuba gewann nur das letzte Spiel gegen Jamaika, als Jamaika schon für die nächste Runde qualifiziert war, und schied als Gruppenletzter aus. Jamaika scheiterte dann in Finalrunde an Mexiko.

### Weltmeisterschaft 1970 in Mexiko
Für die Austragung der WM 1970 hatten sich Mexiko und Argentinien beworben und bei der Abstimmung am 8. Oktober 1964 gewann Mexiko mit 56:32 Stimmen gegen den Mitbewerber. Damit war Mexiko als Gastgeber automatisch qualifiziert und die CONCACAF erhielt einen weiteren Startplatz. Um diesen bewarben sich 13 Mannschaften, da aber die Anmeldung von Kuba von der FIFA nicht akzeptiert wurde, spielten nur 12 Mannschaften um diesen Startplatz, der letztlich an El Salvador ging.

### Weltmeisterschaft 1974 in Deutschland
An der Qualifikation für die erste WM in Deutschland nahm Kuba nicht teil. Mit Haiti qualifizierte sich zum zweiten Mal eine Mannschaft aus der Karibik für die WM-Endrunde.

### Weltmeisterschaft 1978 in Argentinien
Für die WM in Argentinien wollte sich Kuba dann wieder qualifizieren. In der 1. Runde wurde Jamaika mit zwei Siegen (3:1 und 2:0) ausgeschaltet, Kuba musste dann aber in der 2. Runde nach drei Spielen (1:1, 1:1 und 0:2) gegen Haiti die Segel streichen.

### Weltmeisterschaft 1982 in Spanien
Durch die Aufstockung des Teilnehmerfeldes für die WM in Spanien auf 24 Mannschaften erhielt die CONCACAF einen weiteren Startplatz. In der 1. Runde der Qualifikation wurden Suriname und Guayana mit drei Siegen und einem Remis ausgeschaltet. Beim Final-Turnier belegte Kuba aber hinter Honduras, das sich damit erstmals qualifizierte, und El Salvador, das sich ebenfalls qualifizierte, Mexiko und Kanada nur Platz 5. Nur Haiti, gegen das der einzige Sieg gelang, war noch schlechter.

### Weltmeisterschaft 1986 in Mexiko
Für die zweite WM in Mexiko hatten sich die Kubaner dann wieder nicht angemeldet.

### Weltmeisterschaft 1990 in Italien
In der Qualifikation zur zweiten WM in Italien scheiterte Kuba bereits in der Vorausscheidungsrunde an Guatemala. Nach einer 0:1-Heimniederlage reichte es im Auswärtsspiel nur zu einem 1:1. Guatemala scheiterte aber letztlich in der CONCACAF – Endrunde.

### Weltmeisterschaft 1994 in den Vereinigten Staaten
In der Qualifikation für die WM in den USA sollte Kuba gegen die Vincentische Fußballnationalmannschaft antreten, zog aber zurück. St. Vincent und die Grenadinen scheiterten dann in der zweiten Runde.

### Weltmeisterschaft 1998 in Frankreich
Mit der Aufstockung auf 32 Mannschaften für die zweite WM in Frankreich standen den CONCACAF-Mannschaften nun drei Startplätze zu. Kuba musste in der Qualifikation in der Vorrunde gegen die Fußballnationalmannschaft der Cayman Islands antreten und gewann beide Spiele auf den Cayman Islands (1:0 und 5:0). Danach wurde Haiti mit 6:1 und 1:1 ausgeschaltet. In der Halbfinalrunde wurde aber hinter Kanada, El Salvador und Panama nur der letzte Platz belegt. In der CONCACAF-Endrunde konnte sich dann aber keiner der Gruppengegner qualifizieren. Stattdessen gelang es Jamaika, sich als dritte Mannschaft aus der Karibik für die WM zu qualifizieren.

### Weltmeisterschaft 2002 in Japan und Südkorea
Die Qualifikation für die erste WM in Asien verlief dann ähnlich. In der Vorrunde waren wieder die Cayman Islands der Gegner und wurden mit 4:0 und 0:0 ausgeschaltet. Danach konnte Suriname mit 1:0 und 0:0 ausgeschaltet werden. Im Finale wurde aber gegen Barbados nach zweimal 1:1 das Elfmeterschießen mit 4:5 verloren. Barbados scheiterte dann in der CONCACAF Zwischenrunde.

### Weltmeisterschaft 2006 in Deutschland
Auch in der Qualifikation für die zweite WM in Deutschland ging es zunächst gegen die Cayman Islands und mit zwei Siegen (2:1 und 3:0) wurde die zweite Runde gegen Costa Rica erreicht. Nach einem 2:2 im Heimspiel und einem 1:1 im Auswärtsspiel schied Kuba aufgrund der Auswärtstorregel aus. Costa Rica erreichte letztlich im weiteren Qualifikationsverlauf die WM-Endrunde und durfte im Eröffnungsspiel gegen Gastgeber Deutschland antreten.

### Weltmeisterschaft 2010 in Südafrika
Für die erste WM in Afrika musste Kuba in der Qualifikation erst in der zweiten Runde antreten und traf dabei auf die Fußballnationalmannschaft von Antigua und Barbuda. Mit 4:3 und 4:0 wurde die dritte Runde erreicht. In dieser waren die USA, Trinidad und Tobago sowie Guatemala die Gegner. Kuba gewann nur ein Spiel, verlor aber fünf und schied als Gruppenletzter aus. Von den Gruppengegnern konnte sich nur die USA für die WM qualifizieren.

### Weltmeisterschaft 2014 in Brasilien
Auch für die zweite WM in Brasilien konnte sich Kuba nicht qualifizieren. Kuba musste zwar erst in der dritten Runde antreten, belegte dann aber hinter Honduras, Panama und Kanada nur den letzten Platz, wobei nur ein Remis gegen Panama gelang. Von den Gruppengegnern konnte sich nur Honduras für die WM qualifizieren.

### Weltmeisterschaft 2018 in Russland
In der Qualifikation für die WM in Russland musste Kuba erst in der zweiten Runde eingreifen und scheiterte dort an Curaçao. Nach einem 0:0 im Auswärtsspiel wurde durch ein 1:1 im Heimspiel aufgrund der Auswärtstorregel die dritte Runde verpasst. Damit war Kuba der erste ehemalige WM-Teilnehmer, der auf sportlichem Weg aus dem Turnier ausschied.

### Weltmeisterschaft 2022 in Katar
In der Qualifikation traf die Mannschaft in der ersten Runde auf die Britischen Jungferninseln, Curaçao, Guatemala und St. Vincent und die Grenadinen. Dabei sollte die Mannschaft daheim gegen die Britischen Jungferninseln und Curaçao spielen sowie auswärts gegen Guatemala und St. Vincent und die Grenadinen. Die Spiele fanden wegen der COVID-19-Pandemie erst im März und Juni 2021 statt. Wegen der Pandemie musste Kuba die Heimspiele in Guatemala-Stadt austragen, aber auch das Auswärtsspiel gegen St. Vincent und die Grenadinen fand auf neutralem Platz statt. Kuba verlor die ersten beiden Spiele knapp gegen Guatemala (0:1) und Curaçao (1:2). Trotz des anschließenden 5:0-Sieges gegen die Britischen Jungferninseln hatte die Mannschaft schon vor dem letzten Spiel keine Chance mehr, sich für die zweite Runde zu qualifizieren. Das letzte Spiel gegen St. Vincent und die Grenadinen wurde aber noch mit 1:0 gewonnen.

### Weltmeisterschaft 2026 in Kanada, Mexiko und den USA
In der Qualifikation traf die Mannschaft in der zweiten Runde auf Honduras, Bermuda, die Cayman Islands und Antigua und Barbuda. Kuba verlor das erste Spiel in Honduras mit 1:3. Das erste Heimspiel gegen die Cayman Islands konnte aufgrund von Visa-Problemen bei der Einreise nach Kuba nicht ausgetragen werden. Die FIFA wertete das nicht ausgetragene Spiel mit 3:0 für Kuba. In Antigua und Barbuda konnten die Kubaner zwar mit 1:0 gewinnen, verloren aber das Heimspiel gegen Bermuda, ein Quasi-Endspiel um Platz 2  mit 1:2 und konnten sich damit nicht für die dritte Runde qualifizieren.

## Rangliste der kubanischen WM-Spieler mit den meisten Einsätzen
01. Joaquín Arias, Jacinto Barquín, Pedro Bergés, Manuel Chorens, Tomás Fernández, José Antonio Rodríguez, Héctor Socorro, Juan Tuñas – 3 Einsätze bei einem Turnier

## Rangliste der kubanischen WM-Spieler mit den meisten WM-Toren
01. Héctor Socorro – 3 Tore
02. José Magriñá und Tomás Fernández – je Tor

## Bei Weltmeisterschaften gesperrte Spieler
Bei der bisher einzigen Endrundenteilnahme wurde kein Kubaner gesperrt.

## Anteil der im Ausland spielenden Spieler im WM-Kader
Bei der bisher einzigen Endrundenteilnahme wurden nur Spieler eingesetzt, die in Kuba spielten.

## Spiele
- Kuba bestritt bisher drei WM-Spiele gegen zwei Gegner. Davon wurden je eins gewonnen und verloren und eins endete remis. Das Remis-Spiel verlängert werden, da ein Sieger ermittelt werden musste. Da auch in der Verlängerung keine Entscheidung fiel, wurde es wiederholt. Der Sieg ist der einzige und damit höchste gegen Rumänien, die Niederlage die einzige und damit höchste gegen Schweden.

| Alle WM-Spiele |               |          |           |                                 |                |                                   |
| Nr.            | Datum         | Gegner   | Ergebnis  | Anlass                          | Austragungsort | Bemerkung                         |
| 1              | 5. Juni 1938  | Rumänien | 3:3 n. V. | Achtelfinale                    | Toulouse (FRA) | Erstes Länderspiel gegen Rumänien |
| 2              | 9. Juni 1938  | Rumänien | 2:1       | Achtelfinale-Wiederholungsspiel | Toulouse (FRA) |                                   |
| 3              | 12. Juni 1938 | Schweden | 0:8       | Viertelfinale                   | Antibes (FRA)  | Erstes Länderspiel gegen Schweden |

### Negativrekorde
Die meisten Turnier-Gegentore:
- 1938: Kuba – 12 in 3 Spielen

Höchste Niederlage bei einem Turnier:
- 1938 Kuba – Schweden 0:8

Höchste Niederlage in einem Viertelfinale nach einem Achtelfinale:
- 1938 Kuba – Schweden 0:8